# Neurotic Outsiders
Neurotic Outsiders – amerykańska supergrupa założona w 1995. W jej skład weszli Steve Jones z zespołu Sex Pistols, Matt Sorum i Duff McKagan z Guns N’ Roses i John Taylor z Duran Duran. W skład pierwszego, nieoficjalnego składu wchodzili Billy Idol i Steve Stevens (z McKaganem i Sorumem), niedługo potem jednak zastąpili ich Jones i Taylor. Początkowo formacja była nazywana Neurotic Boy Outsiders.
Początkowo grająca jedynie w klubach, m.in. Viper Room, grupa nagrała jeden album studyjny, Neurotic Outsiders (1996) za pośrednictwem Maverick Records, a także wyruszyła w trasę koncertową po Europie i Ameryce Północnej.
Po rozpadzie w 1997 grupa reaktywowała się w kwietniu 1999 w celu zagrania trzech koncertów w Viper Room. Formacja ponownie zagrała wspólnie jeden koncert 7 grudnia 2006.

## Dyskografia
- Neurotic Outsiders (1996)